# کشتی مین‌روب کلاس شماره۱۳
ماین‌سوییپر کلاس شماره۱۳ (به انگلیسی: No.13-class minesweeper) یک کلاس از کشتی است که طول آن ۷۴٫۰۰ متر (۲۴۲ فوت ۹ اینچ) می‌باشد.